# Geoje
Geoje (del coreano: 거제), oficialmente Ciudad de Geoje (en coreano: 거제시, Geoje-si), es una ciudad ubicada en la provincia de Gyeongsang del Sur al sur de la república de Corea del Sur. Está ubicada al sur de Seúl a unos 313 km y a 50 km al sudoeste de Busan. Su área es de 400,70 km² y su población total es de 241.000.

## Administración
La ciudad de Geoje se divide en 9 myeon, 10 dong.
| Coreano  | Español         | Área (km²) | Población | Mapa |
| -------- | --------------- | ---------- | --------- | ---- |
| 거제면   | Geojemyeon      | 37.30      | 7,114     |      |
| 남부면   | nambumyeon      | 31.87      | 1,945     |      |
| 동부면   | dongbumyeon     | 52.50      | 3,682     |      |
| 둔덕면   | dundeogmyeon    | 33.78      | 3,693     |      |
| 사등면   | sadeungmyeon    | 34.69      | 9,578     |      |
| 연초면   | yeonchomyeon    | 40.14      | 10,038    |      |
| 일운면   | il-unmyeon      | 30.50      | 7,468     |      |
| 장목면   | jangmogmyeon    | 36.89      | 5,410     |      |
| 하청면   | hacheongmyeon   | 29.10      | 5,148     |      |
| 고현동   | gohyeondong     | 5.14       | 40,400    |      |
| 상문동   | sangmundong     | 20.97      | 21,783    |      |
| 수양동   | suyangdong      | 11.15      | 14,433    |      |
| 장평동   | jangpyeongdong  | 6.98       | 29,867    |      |
| 능포동   | neungpodong     | 3.21       | 12,816    |      |
| 마전동   | majeondong      | 1.92       | 5,673     |      |
| 아주동   | ajudong         | 12.45      | 13,557    |      |
| 옥포1동  | ogpo1dong       | 2.26       | 10,560    |      |
| 옥포2동  | ogpo2dong       | 8.61       | 30,250    |      |
| 장승포동 | jangseungpodong | 2.15       | 4,409     |      |

## Historia
Con una historia larga, es hoy una ciudad moderna y compleja que alberga varias industrias como la Samsung Heavy Industries y gracias al turismo a sus carreteras se llega a ella fácilmente.

## Geografía
véase:Isla Geoje.

## Turismo
Geoje ofrece una variedad de atracciones, incluida la isla Haegeumgang, Oedo, un jardín botánico marino de estilo occidental en el parque nacional Hallyeo-Haesang, construido por Lee Chang-ho y su esposa cuando se establecieron en la isla en 1969.
Los turistas también visitan Jisim-do para practicar senderismo. Jisim es conocido por su vegetación de camelia. Sin embargo, el tifón Maemi afectó en 2003 gravemente la vida vegetal de la isla. Otra atracción turística popular en Haegeumgang-do (ubicada al sureste de Geoje) es la cueva Sipja Donggul. En la cueva se pueden encontrar esculturas budistas y chamanistas.
Geoje es la segunda isla más grande de Corea, por lo que es más fácil descubrir estos lugares utilizando un mapa turístico.

### Museos

###### Haegeumgang Theme Museum
Haegeumgang Theme Museum (해금강테마박물관) es un museo con una sección sobre la historia de Corea, y cuenta con exposiciones de arte contemporáneo. Está ubicado en el pueblo de Galgot, Nambumyeon (거제시 남부면 갈곶리)

###### Geoje Museum
Geoje Museum(거제박물관) se encuentra en Okpo. Cuenta con artefactos locales utilizados durante siglos por la gente de Geoje.

###### Geoje Shipbuilding Marine Cultural Center
El Centro Cultural Marino Geoje Shipbuilding es un Museo Folclórico del Pueblo Pesquero y el museo del parque Temático de Construcción Naval ubicado en el pueblo de Jisepo, Ilunmyeon

## Clima
Geoje tiene un clima templado y las temperaturas llegan por debajo de cero en invierno durante diciembre a febrero. Sin embargo, la isla se mantiene relativamente cálida por la influencia de las corrientes del océano.
| Parámetros climáticos promedio de Geoje (1981−2010) | Parámetros climáticos promedio de Geoje (1981−2010) | Parámetros climáticos promedio de Geoje (1981−2010) | Parámetros climáticos promedio de Geoje (1981−2010) | Parámetros climáticos promedio de Geoje (1981−2010) | Parámetros climáticos promedio de Geoje (1981−2010) | Parámetros climáticos promedio de Geoje (1981−2010) | Parámetros climáticos promedio de Geoje (1981−2010) | Parámetros climáticos promedio de Geoje (1981−2010) | Parámetros climáticos promedio de Geoje (1981−2010) | Parámetros climáticos promedio de Geoje (1981−2010) | Parámetros climáticos promedio de Geoje (1981−2010) | Parámetros climáticos promedio de Geoje (1981−2010) | Parámetros climáticos promedio de Geoje (1981−2010) |
| Mes                                                 | Ene.                                                | Feb.                                                | Mar.                                                | Abr.                                                | May.                                                | Jun.                                                | Jul.                                                | Ago.                                                | Sep.                                                | Oct.                                                | Nov.                                                | Dic.                                                | Anual                                               |
| --------------------------------------------------- | --------------------------------------------------- | --------------------------------------------------- | --------------------------------------------------- | --------------------------------------------------- | --------------------------------------------------- | --------------------------------------------------- | --------------------------------------------------- | --------------------------------------------------- | --------------------------------------------------- | --------------------------------------------------- | --------------------------------------------------- | --------------------------------------------------- | --------------------------------------------------- |
| Temp. máx. media (°C)                               | 7.3                                                 | 9.4                                                 | 13.2                                                | 18.3                                                | 22.6                                                | 25.5                                                | 27.6                                                | 29.4                                                | 26.4                                                | 21.9                                                | 15.4                                                | 9.7                                                 | 18.9                                                |
| Temp. media (°C)                                    | 2.5                                                 | 4.3                                                 | 8.2                                                 | 13.2                                                | 17.5                                                | 21.0                                                | 24.3                                                | 25.6                                                | 21.9                                                | 16.6                                                | 10.3                                                | 4.7                                                 | 14.2                                                |
| Temp. mín. media (°C)                               | −1.6                                                | −0.4                                                | 3.2                                                 | 8.1                                                 | 12.7                                                | 17.0                                                | 21.6                                                | 22.4                                                | 18.1                                                | 12.0                                                | 5.6                                                 | 0.3                                                 | 9.9                                                 |
| Precipitación total (mm)                            | 41.0                                                | 59.9                                                | 113.8                                               | 177.0                                               | 235.1                                               | 269.9                                               | 426.4                                               | 335.6                                               | 200.7                                               | 63.6                                                | 54.7                                                | 29.7                                                | 2007.3                                              |
| Días de precipitaciones (≥ 0.1 mm)                  | 4.7                                                 | 5.3                                                 | 7.5                                                 | 9.5                                                 | 9.1                                                 | 11.1                                                | 14.8                                                | 11.5                                                | 9.2                                                 | 4.9                                                 | 5.4                                                 | 3.8                                                 | 96.8                                                |
| Horas de sol                                        | 163.2                                               | 178.6                                               | 201.3                                               | 216.8                                               | 232.2                                               | 187.2                                               | 147.3                                               | 183.1                                               | 172.5                                               | 206.2                                               | 165.9                                               | 167.9                                               | 2204.9                                              |
| Humedad relativa (%)                                | 53.6                                                | 53.4                                                | 56.5                                                | 59.0                                                | 65.2                                                | 71.7                                                | 78.1                                                | 74.6                                                | 70.9                                                | 65.2                                                | 61.2                                                | 55.4                                                | 63.7                                                |
| Fuente: Korea Meteorological Administration         |                                                     |                                                     |                                                     |                                                     |                                                     |                                                     |                                                     |                                                     |                                                     |                                                     |                                                     |                                                     |                                                     |

## Ciudades hermanas
Longjing, Yanbian.